# Akari Kito
Akari Kito (鬼頭明里, Kitō Akari) (Aichi, 16 oktober 1994) is een Japans stemactrice (seiyu) en zangeres.

## Carrière
Kito startte in 2014 met enkele kleine rollen als stemactrice in verschillende animefilms. In 2016 kreeg ze een hoofdrol in de televisieserie Taboo Tattoo, waar ze de stem van het personage Aryabahta insprak. Een tweede grote rol was in de serie Time Bokan 24 als het personage Karen.
In 2017 had Kito rollen als stemactrice in de series Blend S, Classroom of the Elite en Tsuredure Children. In de serie Demon Slayer speelde ze in 2019 de rol van Nezuko Kamado.
Naast het inspreken van animeseries vertolkt Kito ook de stemmen van personages in computerspellen. Zo spreekt ze de stemmen in van spellen als Kantai Collection, Azur Lane, Arknights, Fate/Grand Order en Genshin Impact.
In maart 2021 werd Kito onderscheiden met een Seiyu Award in de categorie "Beste Actrice in een Bijrol".

### Als zangeres
In oktober 2019 bracht Kito haar eerste single uit, genaamd "Swinging Heart", via het label van Pony Canyon. Het nummer kwam op de elfde plek in de Japanse hitlijsten.
Begin 2020 verscheen de tweede single getiteld "Desire Again". Het bereikte de 14e plek. In datzelfde jaar bracht Kito haar debuutalbum uit onder de naam Style. Het album wist zich eveneens te noteren in de hitlijsten, waar het zes weken bleef staan.
Op 12 oktober 2022 kwam een tweede studioalbum uit, genaamd Luminous.